# Bersa Thunder 9
Bersa Thunder — самозарядные пистолеты, производства аргентинской фирмы Bersa. Выпускаются под патрон 9 мм Парабеллум (Thunder 9) и .40 Smith & Wesson (Thunder 40). Другие названия пистолета: Firestorm, FS 9.

## История
Bersa Thunder 9 является развитием Model 90, первого пистолета под патрон 9 мм Люгер, разработанного аргентинской компанией в 1989 году. В 1994 году все пистолеты производства Bersa были переименованы в «Thunder» и Model 90 был модернизирован. Результатами модернизации были улучшенные прицельные приспособления, эргономичность, малый вес и повышенная ёмкость магазина. Затем пистолет стал продолжателем ряда «Thunder».

## Конструкция
Thunder 9 имел мало общего с другими пистолетами Bersa, которые больше похожи на Walther PPK, но в нём есть некоторое сходство с Walther P88, но внутренняя конструкция пистолета представляет собой модифицированную версию (с УСМ двойного действия) Beretta M1951. Ствол Thunder 9 изготовлен из высокопрочной стали. Рамка из алюминиевого сплава.

## Служба
В конце 1990-х «Берса» подписала с правительством Аргентины контракт на поставку пистолетов семейства Bersa Thunder 9 вооружённым силам, полиции и прочим правоохранительным структурам страны.
Аргентина поставляет африканским странам с нестабильной внутриполитической обстановкой вооружение. Так, там используется семейство Bersa Thunder 9 с патроном 9×19.